# Por Vida: A Tribute to the Songs of Alejandro Escovedo
Por Vida: A Tribute to the Songs of Alejandro Escovedo je kompilační album různých umělců. Album vyšlo v červenci 2004 u vydavatelství Or Music. Jsou na něm coververze písní amerického hudebníka Alejandra Escoveda. Interpretace písní se ujali například Jennifer Warnes, John Cale, Ian Hunter nebo Charlie Musselwhite.

## Seznam skladeb
| Disk 1 | Disk 1                        | Disk 1                   | Disk 1                       | Disk 1 |
| Pořadí | Název                         | Autor                    | Interpret                    | Délka  |
| ------ | ----------------------------- | ------------------------ | ---------------------------- | ------ |
| 1.     | Pyramid of Tears              | Alejandro Escovedo       | Lucinda Williams             | 4:47   |
| 2.     | Sacramento & Polk             | Escovedo                 | Lenny Kaye                   | 4:37   |
| 3.     | Paradise                      | Escovedo                 | Steve Earle & Reckless Kelly | 3:51   |
| 4.     | Broken Bottle                 | Escovedo                 | Jon Langford & Sally Timms   | 3:56   |
| 5.     | Wave                          | Escovedo                 | Calexico                     | 4:04   |
| 6.     | Pissed Off 2AM                | Escovedo                 | Jennifer Warnes              | 4:30   |
| 7.     | She Doesn't Live Here Anymore | Escovedo                 | John Cale                    | 4:41   |
| 8.     | Castanets                     | Escovedo                 | Los Lonely Boys              | 3:35   |
| 9.     | Don't Need You                | Escovedo                 | Cowboy Junkies               | 4:24   |
| 10.    | Dear Head on the Wall         | Escovedo, Kim Christoff  | Charlie Sexton               | 3:50   |
| 11.    | Helpless                      | Escovedo                 | Jon Dee Graham               | 3:38   |
| 12.    | She Towers Above              | Escovedo                 | Howe Gelb                    | 4:24   |
| 13.    | Wedding Day                   | Escovedo, J.D. Foster    | Ian Maclagan & The Bump Band | 4:07   |
| 14.    | Rhapsody                      | Escovedo, Stephen Barber | Tres Chicas                  | 3:59   |
| 15.    | The End                       | Escovedo, Stephen Bruton | Peter Case                   | 3:40   |
| 16.    | Rosalie                       | Escovedo                 | Bob Neuwirth                 | 5:28   |
| 17.    | Crooked Frame                 | Escovedo                 | The Section Quartet          | 3:59   |

| Disk 2         | Disk 2                         | Disk 2                    | Disk 2                            | Disk 2  |
| Pořadí         | Název                          | Autor                     | Interpret                         | Délka   |
| -------------- | ------------------------------ | ------------------------- | --------------------------------- | ------- |
| 1.             | One More Time                  | Escovedo                  | Ian Hunter                        | 4:14    |
| 2.             | Last to Know                   | Escovedo                  | Jayhawks                          | 5:08    |
| 3.             | Velvet Guitar                  | Escovedo                  | Nicholas Tremulis Orchestra       | 4:49    |
| 4.             | The Ballad of the Sun and Moon | Escovedo                  | Sheila E. & Pete Escovedo         | 4:53    |
| 5.             | One True Love                  | Escovedo, Chris Stamey    | The Chris Stamey Experience       | 5:26    |
| 6.             | Sometimes                      | Escovedo                  | Son Volt                          | 5:39    |
| 7.             | Inside This Dance              | Escovedo, J. Steven Soles | Rosie Flores                      | 4:56    |
| 8.             | Everybody Loves Me             | Escovedo                  | Charlie Musselwhite               | 4:05    |
| 9.             | Way It Goes                    | Escovedo                  | M. Ward, Vic Chesnutt & Howe Gelb | 3:49    |
| 10.            | The Rain Won't Help            | Escovedo, Javier Escovedo | Javier Escovedo                   | 4:19    |
| 11.            | By Eleven                      | Escovedo                  | Caitlin Cary                      | 4:05    |
| 12.            | I Was Drunk                    | Escovedo                  | The Minus 5                       | 2:38    |
| 13.            | Gravity                        | Escovedo                  | The Dragons                       | 6:53    |
| 14.            | Thirteen Years                 | Escovedo                  | Ruben Ramos                       | 4:42    |
| 15.            | Break This Time                | Escovedo                  | Alejandro Escovedo                | 4:09    |
| Celková délka: | Celková délka:                 | Celková délka:            | Celková délka:                    | 2:21:15 |